# Drassyllus niger
Drassyllus niger är en spindelart som först beskrevs av Banks 1896.  Drassyllus niger ingår i släktet Drassyllus och familjen plattbuksspindlar. Inga underarter finns listade i Catalogue of Life.